# Pauline Ranvier
Pauline Ranvier, née le 14 avril 1994 à Paris, est une escrimeuse française. Elle pratique le fleuret en compétition.

## Carrière
D'abord élève du Cercle d'Escrime de Suffren dans le quinzième arrondissement de Paris, elle est redirigée, au vu d'un palmarès prometteur (cf. Salzburg 2009 et Pise 2010), vers le Cercle d'escrime Melun Val de Seine en 2013.
Intégrée en 2015 dans l'équipe de France de fleuret féminin, elle prend la médaille de bronze aux championnats d'Europe et du monde en fin de saison, derrière les favorites italiennes et russes.
En 2021, elle obtient aux Jeux olympiques d'été de Tokyo la médaille d'argent en fleuret par équipes avec Anita Blaze, Astrid Guyart et Ysaora Thibus, s'inclinant en finale contre l'équipe russe.

## Palmarès
- Jeux olympiques
  -  Médaille d'argent par équipes aux Jeux olympiques d'été de 2020 à Tokyo

- Championnats du monde
  -  Médaille d'argent individuelle en 2025 à Tbilissi
  -  Médaille d'argent par équipe en 2023 à Milan
  -  Médaille d'argent individuelle en 2019 à Budapest
  -  Médaille de bronze par équipes en 2022 au Caire[2]
  -  Médaille de bronze par équipes en 2018 à Wuxi
  -  Médaille de bronze par équipes en 2016 à Rio de Janeiro
  -  Médaille de bronze par équipes aux 2015 à Moscou

- Championnats d'Europe
  -  Médaille d'argent par équipes en 2023 à Cracovie (dans le cadre des Jeux européens de 2023)
  -  Médaille d'argent par équipes en 2022 à Antalya
  -  Médaille d'argent par équipes en 2019 à Dusseldorf
  -  Médaille d'argent par équipes en 2025 à Gênes
  -  Médaille de bronze par équipes en 2018 à Novi Sad
  -  Médaille de bronze par équipes en 2016 à Toruń
  -  Médaille de bronze par équipes en 2015 à Montreux

- Coupe du monde
  - Saison 2022/2023 :
    -  Médaille d'or par équipes à Plovdiv
    -  Médaille de bronze par équipes à Belgrade

  - Saison 2021/2022 :
    -  Médaille d'or par équipes à Belgrade
    -  Médaille d'argent par équipes à Tauberbischofsheim

  - Saison 2019/2020 : 
    -  Médaille d'argent par équipes à Katowice
    -  Médaille de bronze par équipes au Caire
    -  Médaille de bronze par équipes à Kazan

  - Saison 2018/2019 :
    -  Médaille d'or par équipes à Alger
    -  Médaille d'or par équipes à Katowice
    -  Médaille d'or par équipes à Saint-Maur-des-Fossés
    -  Médaille d'argent par équipes à Tauberbischofsheim
    -  Médaille de bronze par équipes au Caire

  - Saison 2017/2018 :
    -  Médaille d'argent par équipes à Alger
    -  Médaille de bronze par équipes à Katowice

  - Saison 2016/2017 :
    -  Médaille d'argent individuelle à Gdansk

- Jeux mondiaux militaires
  -  Médaille d'argent individuelle aux Jeux mondiaux militaires de 2019 à Wuhan[3].

## Classement en fin de saison
| Année | 2011 | 2012 | 2013 | 2014 | 2015 | 2016 | 2017 | 2018 | 2019 | 2020 | 2021 | 2022 | 2023 | 2024 |
| ----- | ---- | ---- | ---- | ---- | ---- | ---- | ---- | ---- | ---- | ---- | ---- | ---- | ---- | ---- |
| Rang  | 263  | 173  | 113  | 64   | 34   | 68   | 12   | 33   | 32   | 17   | 40   | 14   | 12   | 13   |

## Décorations
- Chevalier de l'ordre national du Mérite le 8 septembre 2021[4].
- Médaille de la jeunesse, des sports et de l'engagement associatif, argent (2025)[5].